# Свети Спас (Кучевище)
„Въведение на Пресвета Богородица“, наричана „Свети Спас“ (на македонска литературна норма: „Воведение на Пресвета Богородица“, „Свети Спас“), е православна църква в село Кучевище, Северна Македония. В миналото е част от Охридската архиепископия, след това от Българската екзархия, а днес – от Скопската епархия на Македонската православна църква – Охридска архиепископия.

## История и архитектура
Църквата е комбинация от няколко сгради и има стенописи от три периода – от XIV до XVIII век. Първоначалната сграда е построена и зографисана между 1321 и 1331 година със средствата на братята Радослав, Асен и Владимир, представители на местен феодален род.
До 1337 година към западната фасада на църквата е изградено още едно здание, вероятно гробница, също зографисано. Според надписите ктитори на тази пристройка са войводата Деян и войводица Владислава и четирите им деца (четат се имената Йоан и Димитър). (Около 1346/47 – 1354/55 година Деян изглежда се жени повторно за сестрата на цар Стефан Душан - Теодора, поради което сръбският цар го нарича в Архилевицката грамота „брат на царството ми“ и го удостоява със севастократорска титла.)
На иконостаса има няколко икони от XIX век, между които особено внимание заслужава изображението на Архангел Михаил, който взима душата на богатия, на вратата на протезиса, едно от най-ранните дела на Дичо Зограф, работено в 1845 година. Запазени са и по-малки празнични икони, които не са подписани: Рождество Христово, Кръщене Христово, Влизане в Ерусалим и Свети Петър, за които без съмнение може да се твърди, че са дела на Дичо Зограф. Те днес се пазят в протезиса. Останалите икони на Дичо Зограф изгарят при пожар в църквата в 1983 година.
- „Въведение Богородично“, стенопис
- „Свети Арсений“, стенопис
- „Архангел Михаил взима душата на богатия“, 1845, Дичо Зограф
- „Рождество“, 1845, Дичо Зограф